# Cernache do Bonjardim
Cernache do Bonjardim ist eine Kleinstadt (Vila) in Portugal.

## Geschichte
Die Gemeinde wurde 1555 als São Sebastião de Cernache do Bonjardim gegründet. Der Ort galt lange als eines der größten Dörfer Portugals, bis er am 20. August 1995 zur Kleinstadt (Vila) erhoben wurde.

## Verwaltung
Cernache do Bonjardim ist Sitz einer gleichnamigen Gemeinde (Freguesia) im Kreis (Concelho) von Sertã im Distrikt Castelo Branco. In ihr leben 3055 Einwohner (Stand 30. Juni 2011).
Langjähriger Vorsitzender des Gemeinderates (Presidente da Junta de Freguesia) ist Diamantino Calado Pina (1997–2001, 2005–2009, 2013–2017).
Folgende Ortschaften liegen in der Gemeinde:
| - Almegue - Brejo da Correia - Calvaria - Canado - Carvalhos - Casal da Madalena - Cascabaço | - Cernache do Bonjardim - Escudeiros - Foz da Sertã - Matos - Mendeira - Pampilhal - Pinheiro da Aldeia Velha | - Porto dos Fusos - Quintã - Roda - Sambado - Várzea de Pedro Mouro |

## Sport
Der 1948 gegründete Fußballverein Grupo Desportivo Vitória de Sernache trägt seine Heimspiele im 4.500 Zuschauer fassenden städtischen Stadion Estádio Municipal Nuno Álveres Pereira aus. Die erste Herrenmannschaft spielte in der Saison 2012/13 in der höchsten Liga des Distriktes Castelo Branco. Auch Futsal der Herren und der Damen haben im Verein Bedeutung.

## Söhne und Töchter der Stadt

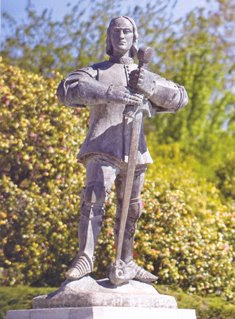
Statue des Nuno Álveres Pereira in Cernache do Bonjardim

Als Geburtsort des Heiligen und Nationalhelden Nuno Álvares Pereira (1360–1431) ist die Gemeinde eine in Portugal berühmte Wallfahrtsstätte. Außerdem wurden dort der für Indien bedeutsame Jesuitenbischof Clemens Joseph Colaco Leitao (1704–1776) und der Journalist und Autor Pedro Rosa Mendes (* 1968) geboren.